# Дионисий Малки
Дионисий Малки (Смирени) (около 470 г. – около 544 г.) е римски абат, скит по произход, основоположник на летоброенето, използващо като база рождението на Христос, или – началото на новата ера (Anno Domini). Почти всички съвременни църкви възприемат неговите изчисления за датите на Великден.

## Биография
Един от четиримата Скитски монаси, Дионисий живее в Рим след 500 г. През 525 година той получава поръчение от римския папа Йоан I за съставяне на пасхални таблици. В изпълнение на тази поръчка, Дионисий предлага нова система за отчитане на годините, чрез която се отказва от дотогавашното летоброене, започващо от първата година на управлението на римския император Диоклециан, запомнен като жесток гонител на християните. При новата система Дионисий изхожда от схващането, че Исус е започнал да проповядва, когато е бил на около 30 години и че разпятието му е било в навечерието на юдейската Пасха по време на управлението на император Тиберий. Използвайки вече съществуващата методика за изчисляване на датата на Пасха с помощта на слънчевия и лунния календар, той установява, че възкресението на Христос се е състояло на 25 март 31 година – отчитана от неговото Рождество. През 8 – 9 век летоброенето, въведено от Дионсиий Малки, ведно с нарастващото влияние на Средновековната Католическа църква се разпространява в страните от Западна Европа и заедно с неговите пасхалните таблици постепенно получава повсеместно приложение, особено след като Беда Достопочтени започва да го използва.
Дионсий Малки е известен и като събирател и преводач на църковно-правни документи (до Халкедонския събор през 451 година). Неговите Collectiones canonum Dionysianae имат голям авторитет на Запад и продължават да ръководят църковните администрации.